# われらのうた
『われらのうた』は、1941年2月12日から同年12月8日まで日本放送協会・東京中央放送局（JOAK、現・放送センター）より全国放送されたラジオ番組である。

## 概要
『国民歌謡』が終了した1941年2月4日の8日後、本番組が開始した。午後7時50分から午後8時まで、以後30分から50分に放送された。『国民- 』に代わるものであるが、毎日放送された訳ではなく、曜日も決まっていない不規則な放送であった。
内容も前番組とは違ったものであった。一人の歌手が既製の歌を歌う。その歌は『国民歌謡』であり、小学唱歌であり、軍歌であった。『国民- 』が作られた当初とは全く違ったものであった。いわゆる、普通の歌番組に変わりなかった。
そのうち、不満の声が出だしたのか、新しい曲を何日か続けて放送するようになった。8月26日放送の『南方の歌』は、この曲だけ5日間放送した。楽譜も売り出した。
しかし、本番組の寿命は短かった。1941年12月8日放送の、杉山美子が歌う『みのり』・『のぞみ』・『まどい』を最後に10ヶ月あまりの短さで幕を閉じた。この日は、太平洋戦争が開戦した日でもあった。
後番組の『国民合唱』が始まるまでは、『国民に告ぐ』という大臣や役人が講演する番組になっている。

## 放送された曲
| 放送日   | 曲名                         | 歌唱者               |
| -------- | ---------------------------- | -------------------- |
| 2月12日  | 朝                           | 奥田良三             |
| 2月12日  | 椰子の実                     | 奥田良三             |
| 2月12日  | 春の唄                       | 奥田良三             |
| 2月14日  | すめら御国                   | 小森智慧子           |
| 2月14日  | 埴生の宿                     | 小森智慧子           |
| 2月14日  | 故郷の廃屋                   | 小森智慧子           |
| 2月15日  | 利鎌の光                     | 日置静               |
| 2月15日  | 娘田草船                     | 日置静               |
| 2月15日  | 愛馬進軍歌                   | 日置静               |
| 2月17日  | 蚕                           | 波岡惣一郎           |
| 2月17日  | 村の鍛冶屋                   | 波岡惣一郎           |
| 2月17日  | 雪の進軍                     | 波岡惣一郎           |
| 2月18日  | 太平洋行進曲                 | 灰田勝彦             |
| 2月18日  | スキーの歌                   | 灰田勝彦             |
| 2月18日  | 荒鷲の歌                     | 灰田勝彦             |
| 2月19日  | 国民進軍歌                   | 木川靖               |
| 2月19日  | 軍艦                         | 木川靖               |
| 2月19日  | 興亜行進曲                   | 木川靖               |
| 2月20日  | 手をとり合って               | 松田トシ             |
| 3月23日  | 大政翼賛の歌                 | 阿部幸次             |
| 4月15日  | 幕                           | 永田絃次郎、長門美保 |
| 4月30日  | 山はさけ                     | 日本放送合唱団       |
| 5月3日   | 日本子守唄                   | 日本放送合唱団       |
| 5月9日   | 海の進軍                     | 城多又兵衛           |
| 5月21日  | 海軍記念日の歌               | JOBK唱歌隊男声部     |
| 5月28日  | そうだその意気               | 伊藤武雄             |
| 6月3日   | 農民歌「国の華」             | 中村淑子             |
| 6月9日   | 瑞穂踊り                     | 徳山璉               |
| 6月20日  | 歓喜の前進                   | JOBK唱歌隊男声部     |
| 6月20日  | 銀輪の歌                     | JOBK唱歌隊男声部     |
| 6月24日  | 木の葉銀行                   | 杉山美子             |
| 6月24日  | 戦捷の大道を                 | 杉山美子             |
| 7月16日  | 婦人愛国の歌（抱いた坊やの） | 大毎合唱団女声部     |
| 8月7日   | 機甲団の歌                   | 踏青会               |
| 8月7日   | 鉄の千人針                   | 関種子               |
| 8月19日  | 職場のうた                   | 日本放送合唱団       |
| 8月21日  | 世紀の若人                   | 林伊佐緒             |
| 8月26日  | 南方の歌                     | 徳山璉               |
| 9月17日  | 空をゆく                     | 日本放送合唱団       |
| 9月22日  | 職場のうた（男子用）         | 阿部幸次             |
| 9月22日  | 大漁ぶし                     | 阿部幸次             |
| 9月22日  | 起てよ一億                   | 阿部幸次             |
| 9月24日  | 月月火水木金金               | 水野康考             |
| 9月25日  | 爆撃行                       | 大阪音楽学校生徒     |
| 10月3日  | 銃後奉公の歌                 | 日本放送合唱団       |
| 10月3日  | 空襲なんぞ恐るべき           | 柴田睦陸             |
| 10月13日 | なんだ空襲                   | 徳山璉               |
| 10月13日 | 誉れの家族の歌               | 水野康考             |
| 10月18日 | 勇士の子供の歌               | JOBK唱歌隊男声部     |
| 10月25日 | 朝だ元気で                   | 日本放送合唱団       |
| 10月25日 | 僕等の団結                   | 日本放送合唱団       |
| 10月27日 | 伊勢神宮にて                 | 日本放送合唱団       |
| 11月18日 | アジアの力                   | 日本放送合唱団       |
| 11月21日 | 新穀感謝のうた               | 日本放送合唱団       |
| 11月21日 | 収穫                         | 日本放送合唱団       |
| 12月8日  | みのり                       | 杉山美子             |
| 12月8日  | のぞみ                       | 杉山美子             |
| 12月8日  | まどい                       | 杉山美子             |